# August Hirt
Pour les articles homonymes, voir Hirt.
August Hirt, né le 29 avril 1898 à Mannheim et mort le 2 juin 1945 à Schluchsee, est un anatomiste criminel nazi, de nationalité allemande et suisse. Enseignant aux universités de Heidelberg, Greifswald et Francfort, il finit professeur à la Reichsuniversität Straßburg (Université du Reich de Strasbourg). Hirt a effectué des expériences avec le gaz moutarde sur les détenus du camp de concentration de Natzweiler-Struthof et a joué un rôle dans l'assassinat de 86 déportés juifs du camp de concentration d'Auschwitz, transférés au camp de Natzweiler-Struthof pour y être gazés afin de constituer une collection de squelettes à l'Institut anatomique de Strasbourg. Il était SS-Sturmbannführer, membre de l’Ahnenerbe (Société pour la recherche et l'enseignement sur l'héritage ancestral).

## Biographie

### Éducation et parcours académique
Hirt est le fils d'un homme d'affaires suisse. En 1914, alors lycéen, il se porte volontaire pour participer à la Première Guerre mondiale du côté allemand. En octobre 1916, il est blessé d'une balle dans la mâchoire supérieure. On lui remet la Croix de fer et il retourne à Mannheim en 1917.
Il va ensuite étudier la médecine à l'Université de Heidelberg. En 1921, il prend la citoyenneté allemande. En 1922, il obtient son doctorat en médecine avec Der Grenzstrang des Sympathicus bei einigen Sauriern (La limite du système nerveux sympathique chez certains sauriens). Il travaille alors à l'Institut d'anatomie de l'Université de Heidelberg. En 1925, il reçoit l'habilitation à enseigner grâce à une thèse sur le trajet des fibres des nerfs rénaux. En 1930, il devient professeur associé à l'institut,,.
August Hirt rejoint en septembre 1932 la Ligue militante pour la culture allemande. Le 1er avril 1933, il adhère à la SS générale (SS-Nr. 100 414), et est promu Hauptsturmführer (capitaine) le 1er juillet 1937, mais il n'est membre du NSDAP qu'à partir du 1er mai 1937, période d'adhésion des universitaires du Reich (Mitgliedsnr. 4012784). À compter du 1er mars 1942, il est membre de l'état-major personnel du RuSHA, l'organisme chargé d'attester la « pureté » idéologique et raciale des membres de la SS. Il passe Sturmbannführer (commandant) en 1944.
À compter du 1er avril 1936, le Pr Hirt est agrégé et directeur de l'Institut d'anatomie de l'Université de Greifswald ; le 1er octobre 1938, il obtient le même poste à l'Université de Francfort. Au début de la Seconde Guerre mondiale, il est médecin-chef SS d'août 1939 jusqu'en avril 1941, période pendant laquelle il prend part à la bataille de France. Il devient ensuite directeur du nouvel Institut d'anatomie de la Reichsuniversität Straßburg (Université du Reich de Strasbourg).

### Période à laReichsuniversität Straßburg
Fin 1941, le professeur Hirt travaille sur un antidote au gaz de combat ypérite, connu sous le nom de gaz moutarde. Il connaît les douleurs causées par l’ypérite, y ayant été exposé, par une erreur de manipulation, à très faible dose fin 1941 : « C’est extrêmement douloureux ». Cela ne l’empêche pas, en novembre 1942, de commencer à expérimenter sur l’homme au camp de concentration de Natzweiler-Struthof. Les doses qu’il utilise sont mortelles. Sur un premier groupe de quinze personnes, il teste son antidote sur dix d’entre elles, et laisse cinq « témoins » sans protection. Sept prisonniers meurent. Pour avoir un résultat statistiquement significatif, il recommence l’expérience sur 150 personnes dont près de quarante meurent selon les témoignages. On n’en sait pas plus sur ces expériences, tous les documents sur ses recherches furent brûlés avant la libération de Strasbourg.
Hirt est incontournable pour ceux qui veulent réaliser des expériences sur des prisonniers du camp du Struthof. Le 17 mars 1943, il organise une conférence devant ses confrères de la faculté de médecine de Strasbourg pour les inciter à rejoindre, comme lui, la SS et l’Ahnenerbe  afin d’avoir accès à l’expérimentation humaine. Les professeurs Eugen Haagen et Otto Bickenbach, entre autres, profiteront de ces « facilités » offertes par Hirt et l’Ahnenerbe
L'Ahnenerbe est, sous le Troisième Reich, une société organisant, entre autres, des « expériences médicales » sur des prisonniers, parmi lesquels de nombreux Juifs, de certains camps de concentration dont celui de Natzwiller-Struthof en Alsace où officie August Hirt. Il pratique également des expériences sur des cadavres, collectionnant également les crânes humains.
August Hirt a été marié et a eu une fille et un fils.

## Collection de squelettes juifs
Le professeur Hirt est surtout connu pour avoir voulu compléter la collection de crânes de l'institut d'anatomie (dont il est le directeur depuis 1941) avec des crânes de commissaires « judéo-bolcheviques ». Il s'occupe en effet à l'époque de recherches sur la race. Comme, selon lui, la « race » juive est sur le point d'être anéantie, il cherche à réunir, tant qu'il est encore temps, une collection de crânes de commissaires bolcheviks juifs. Hirt envoie d'ailleurs son projet à Heinrich Himmler, un projet intitulé Conservation des crânes de commissaires judéo-bolcheviques aux fins de recherches scientifiques à la Reichsuniversität Strassburg. Hirt écrit notamment dans ce projet : « Il existe d'importantes collections de crânes de presque toutes les races et tous les peuples. Il n'y a que des Juifs dont la science dispose de si peu de crânes, de telle façon qu'il n'est pas possible d'en tirer des conséquences significatives. La guerre à l'Est nous donne l'occasion de combler ce déficit. Nous avons la possibilité d'acquérir un document scientifique tangible en nous procurant les crânes des commissaires judéo-bolcheviques qui incarnent le sous-homme répugnant, mais caractéristique ».

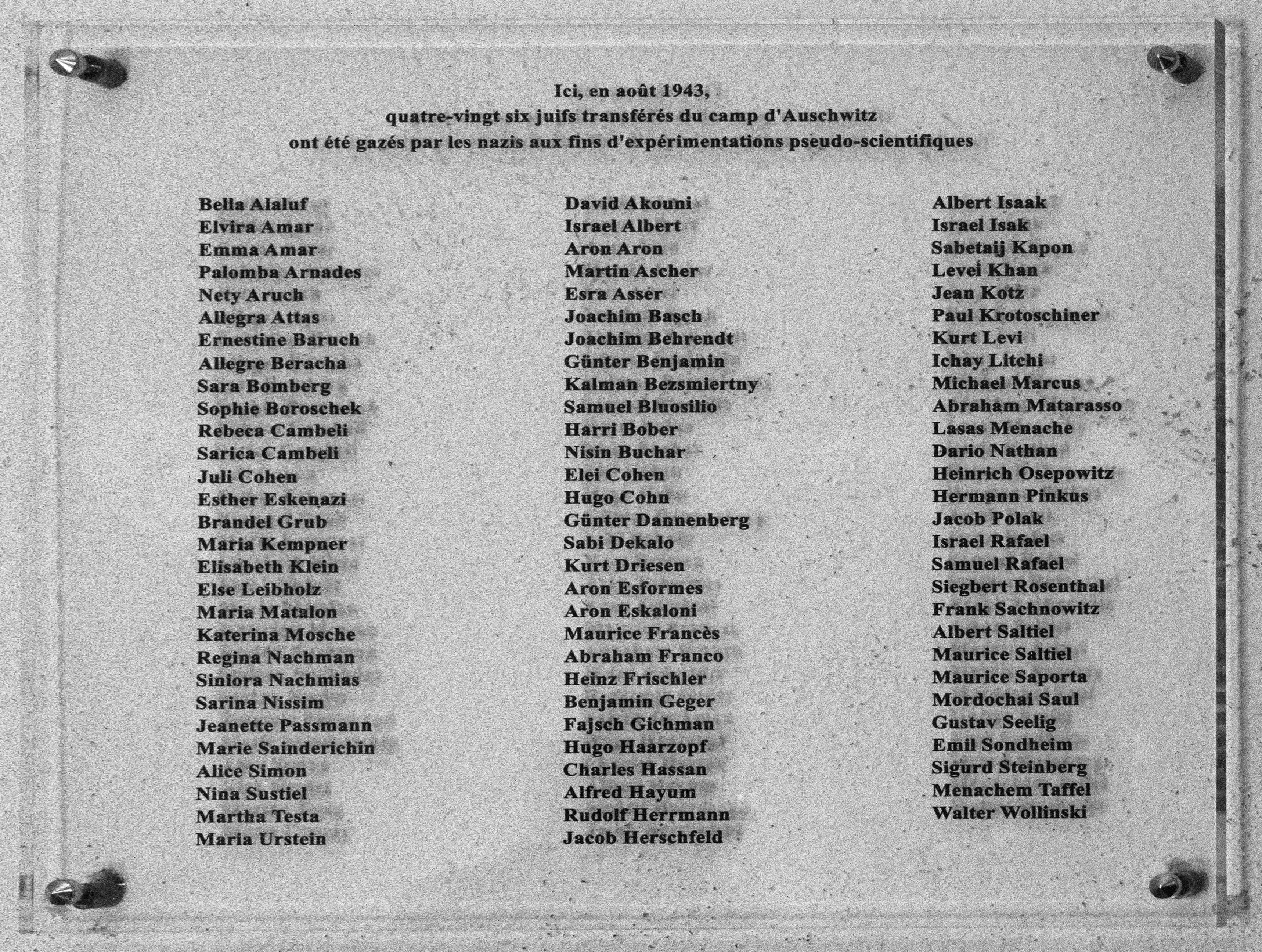
Camp de concentration de Natweiller-Struthof : plaque mémorielle portant les noms des 86 juifs gazés par August Hirt

Dans le cadre de ses études raciales, le professeur Hirt conçoit le projet d’une collection de squelettes juifs et c'est pour cette raison qu'il présente son plan de recherches à Himmler. Ce dernier approuve ce projet et Hirt peut commencer ses « expériences médicales ». C'est à ce stade que 86 hommes et femmes sont « sélectionnés » en août 1943 au camp d'Auschwitz par son assistant, l'anthropologue SS Bruno Beger, avant d'être envoyés au camp de concentration de Natzweiler-Struthof, en Alsace. Divisés en quatre groupes, ils sont successivement gazés quelques jours après et leurs cadavres mis à sa disposition.
En septembre 1944, l’approche rapide des Alliés entraîne l'abandon du projet et Heinrich Himmler ordonne l'élimination de toute trace de cette collection compromettante. En vain, les restes de quatre-vingt-six cadavres sont découverts plus tard et inhumés le 23 octobre 1945 dans le cimetière municipal de Strasbourg-Robertsau avant d'être transférés en 1951, dans le cimetière juif de Strasbourg-Cronenbourg.
Pendant un bombardement de Strasbourg, le 25 septembre 1944, sa femme et son fils sont tués. Après la libération de Strasbourg à la fin novembre 1944, il s’enfuit avec sa fille à Tübingen dans le Sud de l’Allemagne où il reste jusqu'à l'occupation du Wurtemberg par les Alliés, avant de se réfugier chez des paysans en Forêt-Noire. Le 2 juin 1945, il se suicide d'un coup de feu à Schönenbach et est enterré au cimetière de Grafenhausen.
En Suisse on le recherche encore jusqu'à fin des années 1950 et à Metz un tribunal militaire français le condamne à mort par contumace le 23 décembre 1953.
Le 9 juillet 2015, des restes de ses victimes conservés dans un bocal et des éprouvettes et dont les chercheurs écartaient jusqu’ici l’existence, ont été découverts par le Dr Raphael Toledano (médecin, membre du conseil scientifique du Centre européen du résistant déporté (CERD)-Musée du Struthof) avec l'aide du Pr Jean-Sébastien Raul, dans le Musée de l’institut de médecine légale de Strasbourg.

### Documentaires
- « Le nom des 86 », documentaire réalisé par Emmanuel Heyd et Raphael Toledano, durée 63 min. Production dora films sas - Alsace 20 - Télébocal - Cinaps TV, 2014
- « Au nom de la Race et de la Science : les expériences de Himmler », documentaire réalisé par Sonia Rolley, Axel et Tancrède Ramonet, durée 55 min. Production Temps noir, France, 2013
- « L'horrible histoire du seul camp de concentration nazi en France », documentaire : Histoires de guerre, épisode 46. Écriture : Julien Aubrée, Florian Henn et Patrick Godfard, durée 31 min. Publication Mamytwink, Société Dix Dix-Neuf Productions, mis en ligne le 29 novembre 2022